# Décès en 1951
Décès
- 1947
- 1948
- 1949
- 1950
- 1951
- 1952
- 1953
- 1954
- 1955

Cet article présente une liste de personnalités mortes au cours de l'année 1951.

Les mois de l'année font également l'objet de listes spécifiques :

## Décès par mois

### Date précise inconnue
- René Blin, compositeur français (° 13 novembre 1884).
- Victor Boner, peintre de marines français (° 1871).
- Émile Boutin, architecte, peintre, graveur et sculpteur français (° 26 août 1874).
- Jean Deville, peintre français (° 27 novembre 1872).
- Jaume Gularons, footballeur espagnol (° 16 avril 1899).
- Auguste Morisot, peintre, vitrailliste et décorateur français (° 12 avril 1857).
- Romano Rossini, peintre italien (° 1886).
- Auguste Silice, peintre et décorateur français (° 11 février 1880).
- Casimir Stefaniak, footballeur franco-polonais (° 27 septembre 1920).
- Vladimir de Terlikowski, peintre polonais (° 23 avril 1873).
- Giulio Romano Vercelli, peintre italien (° 1871).

### Janvier
- 3 janvier : Ferdinand Barlow, compositeur français (° 2 octobre 1881).
- 5 janvier :
  - Philip Jaisohn, homme politique, militant indépendantiste et journaliste coréen puis américain (° 7 janvier 1864).
  - Andreï Platonov, écrivain russe (° 1er septembre 1899).
- 7 janvier :
  - Nelly Bodenheim, illustratrice néerlandaise (° 27 mai 1874).
  - René Guénon, métaphysicien (° 15 novembre 1886).
- 8 janvier : Léon-Ernest Drivier, sculpteur, peintre et illustrateur français (° 22 octobre 1878).
- 9 janvier : Mabel Philipson, actrice et femme politique britannique (°  2 janvier 1886).
- 10 janvier : Sinclair Lewis, écrivain américain (° 7 février 1885).
- 12 janvier : Henry Chavigny de Lachevrotière, journaliste et homme politique franco-vietnamien (° 11 septembre 1883)
- 13 janvier : Francesco Marchetti-Selvaggiani, cardinal italien  (° 1er octobre 1871).
- 14 janvier : Maxence Van der Meersch, écrivain français (° 4 mai 1907).
- 17 janvier : Lizardo Peris de Vargas, footballeur espagnol (° 1891).
- 18 janvier : Alfred Eberling, peintre, graveur et photographe polonais puis soviétique (° 3 janvier 1872).
- 20 janvier : Henri Lasson, chef du protocole de la présidence de la République française (° 19 novembre 1862).
- 21 janvier : Ernest Cossart, acteur anglais (° 24 septembre 1876).
- 23 janvier : Ludwig Boslet, compositeur et organiste allemand (° 12 décembre 1860).
- 27 janvier :  Carl Gustaf Emil Mannerheim, militaire et homme politique finlandais (° 4 juin 1867).
- 28 janvier :
  - Martin Cayla, musicien et éditeur de musique auvergnate (° 23 juin 1889).
  - André Pécoud, peintre, illustrateur et affichiste français (° 22 juillet 1880).
- 30 janvier :
  - Jin Yunpeng, général et homme politique chinois (° 1877).
  - Ferdinand Porsche, ingénieur allemand, créateur de la Porsche et de la Volkswagen (° 3 septembre 1875).

### Février
- 3 février : Fréhel chanteuse française (° 13 juillet 1891).
- 6 février : Leopoldo Melo, avocat, homme politique, enseignant universitaire et diplomate argentin (° 15 novembre 1869).
- 7 février : Edna Brower, femme de John Diefenbaker.
- 8 février : Émile Ancelet, peintre pointilliste français, taxidermiste et collectionneur (° 24 mai 1865).
- 13 février : Lars Gabriel Andersson, zoologiste suédois (° 22 février 1868).
- 19 février : André Gide, écrivain français (° 22 novembre 1869).
- 21 février : Constantin Ganesco, peintre et sculpteur roumain (° 12 avril 1864).
- 22 février : Domingo Arrillaga, joueur et entraîneur de football espagnol (° 11 février 1890).
- 26 février : Sabiha Kasimati, ichtyologue albanaise (° 15 septembre 1912).
- 28 février : Giulio Cavina, syndicaliste et homme politique italien (° 27 décembre 1888).

### Mars
- 2 mars : Ľudmila Podjavorinská, écrivaine tchécoslovaque (° 26 avril 1872).
- 13 mars : Oskar C. Posa, compositeur, maître de chapelle et professeur de musique classique autrichien (° 16 janvier 1873).
- 16 mars : Maurice Renders, peintre français (° 13 novembre 1877).
- 22 mars : Maurice Lobre, peintre français (° 17 novembre 1862).
- 23 mars : Numa Ayrinhac, peintre franco-argentin (° 5 septembre 1881).
- 24 mars : Paul Sibra, peintre français (° 10 septembre 1889).
- 28 mars : Francisco José de Oliveira Viana, juriste, historien, sociologue, homme politique et journaliste brésilien (° 20 juin 1883).
- 31 mars :
  - Edmée Delebecque, poétesse, peintre et graveuse française (° 9 avril 1880).
  - Ralph Forbes, acteur anglais (° 30 septembre 1896).
  - Georg H. Schnell, acteur allemand  (° 11 avril 1878).

### Avril
- 3 avril : Leo Sheffield, acteur britannique (° 15 novembre 1878).
- 4 avril : Georges Mathot, footballeur belge (° 26 février 1886).
- 5 avril : Edward Rigby, acteur et metteur en scène anglais (° 5 février 1879).
- 7 avril : Henri Gustave Jossot, dessinateur, caricaturiste, peintre, affichiste et écrivain libertaire français (° 16 avril 1866).
- 14 avril : Al Christie, réalisateur, producteur et scénariste canadien (° 26 novembre 1881).
- 16 avril : Roger de Valerio, illustrateur, affichiste et peintre français (° 16 mai 1886).
- 20 avril : Ivanoe Bonomi, homme d'État italien (° 18 octobre 1873).
- 22 avril : Stanley Ridges, acteur britannique (° 17 juillet 1890).
- 23 avril :
  - Jules Berry, acteur et réalisateur français (° 9 février 1883).
  - Louis Degallaix, peintre français (° 5 juillet 1877).
- 29 avril : Ludwig Wittgenstein, philosophe et logicien britannique d'origine autrichienne (° 26 avril 1889).
- ? avril :  Francesc Vinyals, footballeur espagnol (° 10 décembre 1897).

### Mai
- 1er mai : Nagai Takashi,médecin et écrivain japonais, témoin de la bombe atomique de Nagasaki (° 3 février 1908).
- 3 mai : Homero Manzi, poète, journaliste, homme politique et directeur de cinéma argentin (° 1er novembre 1907).
- 5 mai : Miquel Valdés, footballeur et entrepreneur espagnol (° 13 octobre 1867).
- 6 mai : Henry Carton de Wiart, écrivain et homme politique belge (° 31 janvier 1869).
- 7 mai :
  - Warner Baxter, acteur américain (° 29 mars 1889).
  - Vassili Oulrikh, haut magistrat russe puis soviétique (° 13 juillet 1889).
- 8 mai :
  - Maurice Mendjizky, peintre français d'origine polonaise (° 20 juillet 1890).
  - Piero Puricelli, ingénieur et homme politique italien, à l'origine de la construction des premières autoroutes au monde (° 4 avril 1883).
- 10 mai : Nikola Mushanov, homme politique bulgare (° 12 avril 1872).
- 14 mai : « El Gordito » (José Carmona García), matador espagnol (° 13 décembre 1883).
- 16 mai : Sammy Brooks, acteur américain (° 10 juillet 1891).
- 18 mai : Marcel Tournier, harpiste et compositeur français (° 5 juin 1879).
- 31 mai : Louis Charlot, peintre français (° 26 avril 1878).

### Juin
- 2 juin :
  - Alain, philosophe français (° 3 mars 1868).
  - John Maynard Hedstrom, homme d'affaires et homme politique fidjien (° 22 février 1872).
- 7 juin : Werner Braune, membre allemand de la police nazie et de l'organisation militaire de la Schutzstaffel (° 11 avril 1909).
- 8 juin : Aarno Yrjö-Koskinen, homme politique finlandais (° 9 décembre 1885).
- 12 juin : 
  - Auguste-Olympe Hériot, homme d'affaires français (° 13 février 1886).
  - Louis Legrand, peintre, dessinateur et graveur français (° 28 septembre 1863).
- 18 juin : Henri Baels, homme politique belge (° 18 janvier 1878).
- 19 juin :
  - Albert Bertelin, compositeur français (° 26 juillet 1872).
  - József Egry, peintre hongrois (° 15 mars 1883).
  - Józef Hecht, peintre et graveur polonais (° 14 décembre 1891).
- 22 juin : Émile-Allain Séguy, peintre décorateur français (° 14 octobre 1877).
- 26 juin : Georges Sérès, coureur cycliste français (° 6 avril 1887).
- 27 juin : Edmond-Marie Poullain, peintre français (° 24 janvier 1878).
- 29 juin : Serse Coppi, coureur cycliste italien (° 19 mars 1923).

### Juillet
- 5 juillet : Archibald Clark Kerr, diplomate britannique (° 17 mars 1882).
- 7 juillet : Henry Bischoff, peintre, illustrateur et graveur suisse (° 16 juin 1882).
- 8 juillet :
  - Willy Gervin, coureur cycliste danois (° 28 novembre 1903).
  - Walter Trier, dessinateur et illustrateur austro-hongrois puis tchécoslovaque (° 25 juin 1890).
- 9 juillet : 
  - Giannina Arangi-Lombardi, chanteuse lyrique (soprano) italienne (° 20 juin 1891).
  - Jørgen Bentzon, compositeur danois (° 14 février 1897).
- 13 juillet :
  - André des Gachons, peintre français (° 15 mars 1871).
  - Arnold Schönberg, compositeur autrichien (° 13 septembre 1874).
- 14 juillet : Otto Antoine, peintre allemand (° 22 octobre 1865).
- 20 juillet : 
  - Abdallah Ier de Jordanie, roi de Jordanie, assassiné par un Palestinien à Jérusalem (° février 1882).
  - Guillaume de Prusse, dit le Kronprinz (° 6 mai 1882).
  - Johanna Loisinger, soprano autrichienne (° 18 avril 1865).
- 21 juillet : Adam Stefan Sapieha, cardinal polonais, archevêque de Cracovie (° 14 mai 1867).
- 23 juillet :
  - Philippe Pétain, maréchal de France et homme d'État français (° 24 avril 1856).
  - Robert Flaherty, cinéaste américain (° 16 février 1884).

### Août
- 6 août : Berthe Mouchel, peintre française (° 8 août 1864).
- 7 août : Albert Charpentier, peintre français (° 18 décembre 1878).
- 8 août : Theo Verbeeck, footballeur belge (° 17 juillet 1889).
- 9 août : Johan Scherrewitz, peintre et aquarelliste néerlandais (° 18 mars 1868).
- 11 août : Albert Aubry, homme politique et résistant français (° 8 décembre 1892).
- 12 août : Ebbe Hamerik, compositeur danois (° 5 septembre 1898).
- 15 août : Artur Schnabel, pianiste, compositeur et pédagogue autrichien (° 17 avril 1882).
- 16 août : Louis Jouvet, acteur français (° 24 décembre 1887).
- 17 août : Hector Tiberghien, coureur cycliste belge (° 19 février 1888).
- 23 août : Francis Dessain, footballeur, prêtre et chanoine belge (° 25 juillet 1875).
- 24 août :
  - Georges Achille-Fould, peintre française (° 24 août 1865).
  - Henri Rivière, peintre, graveur et lithographe français (° 11 mars 1864).
- 25 août : Chen Guofu, homme politique chinois (° 5 octobre 1892).
- 26 août : Bill Barilko, joueur de hockey sur glace canadien (° 25 mars 1927).
- 30 août : Ivan Nikolaïevitch Pavlov, graveur et peintre russe puis soviétique (° 17 mars 1872)
- 31 août : 
  - Maurice Herbster, aéronaute et pionnier de l'aviation français (° 2 janvier 1870).
  - Kim Chaek, général et homme politique nord-coréen (° 14 août 1903).
  - Léon Henri Ruffe, peintre et graveur français (° 29 avril 1864).

### Septembre
- 1er septembre : 
  - Nellie McClung, féministe canadienne (° 20 octobre 1873).
  - Louis Lavelle, philosophe français (° 15 juillet 1883).
- 2 septembre : Maurice Bonney, coureur cycliste français (° 30 mai 1899).
- 6 septembre : Mário Eloy, peintre portugais (° 15 mars 1900).
- 9 septembre : Gibson Gowland, acteur anglais (° 4 janvier 1877).
- 10 septembre : Belén de Sárraga, journaliste et militante hispano-mexicaine (° 10 juillet 1874).
- 13 septembre : Geoffrey Forrest Hughes, aviateur australien (° 12 juillet 1895).
- 17 septembre : Tyra Kleen, peintre suédoise (° 29 mars 1874).
- 18 septembre : Constant Huret, coureur cycliste français (° 26 janvier 1870).
- 29 septembre : Ganpat, écrivain britannique (° 23 février 1886).

### Octobre
- 2 octobre : « El Sargento » (Guillermo Rodríguez Martínez), matador péruvien (° 11 juillet 1915).
- 5 octobre : Henriette Desportes, peintre française (° 18 avril 1877).
- 7 octobre : Robert Delétang, peintre portraitiste et paysagiste français (° 24 février 1874).
- 12 octobre : Gendün Chöphel, moine, érudit, poète et peintre tibétain (° 1903).
- 18 octobre : Wilhelm Abegg, homme politique allemand (° 29 août 1876).
- 19 octobre : Mario Bacchelli, peintre paysagiste italien  (° 3 janvier 1893).
- 21 octobre : Manuel Domecq García, militaire et homme politique paraguayen naturalisé argentin (° 12 juin 1859).
- 23 octobre : Jasper Garnett, homme politique fidjien (° vers 1889).
- 28 octobre : Francis Lister, acteur britannique (° 2 avril 1899).
- 29 octobre : Réginald, acteur belge (° 29 décembre 1881).
- 31 octobre : Alfred Chabloz, peintre suisse (° 24 octobre 1866).

### Novembre
- 3 novembre : Louis Piérard, homme politique belge (° 6 février 1886).
- 4 novembre : Ernesto Ambrosini, athlète italien, spécialiste du 3 000 mètres (° 29 septembre 1894).
- 7 novembre : Eugène Villon, peintre et graveur français (° 26 décembre 1879).
- 8 novembre : Salomon Taib, peintre français (° 28 mars 1877).
- 13 novembre : Nikolaï Medtner, compositeur et pianiste russe (° 5 janvier 1880).
- 14 novembre : Ludovico Chigi Albani della Rovere, religieux italien, 76e Grand-Maître de l'Ordre de Malte de 1931 à 1951. (° 10 juillet 1866)
- 19 novembre : Augustin Fliche, historien français (° 19 novembre 1884).
- 23 novembre : Henri Collet, professeur de littérature espagnole, compositeur et critique musical français (° 5 novembre 1885).
- 25 novembre : István Friedrich, footballeur et homme politique hongrois (° 1er juillet 1883).
- 27 novembre : Božena Slančíková-Timrava, écrivaine (° 2 octobre 1867).

### Décembre
- 4 décembre : Pedro Salinas, poète espagnol de la Génération de 27 (° 27 novembre 1891).
- 5 décembre : Abanîndranâth Tagore, écrivain indien (° 7 août 1871).
- 9 décembre : Georges Sabbagh, peintre français d'origine égyptienne (° 18 août 1887).
- 11 décembre : Hervé Deniel, lutteur français (° 14 février 1899).
- 13 décembre : Selim Palmgren, pianiste et compositeur finlandais (° 16 février 1878).
- 14 décembre : Fritz Julius Kuhn, nazi américain (° 15 mai 1896).
- 17 décembre : Auguste Silice, peintre et décorateur français (° 11 février 1880).
- 18 décembre : Noboru Kitawaki, peintre à tendance surréaliste japonais (° 4 juin 1901).
- 19 décembre : Youla Chapoval, peintre soviétique puis français (° 3 novembre 1919).
- 21 décembre : Hardy von François, acteur et directeur artistique allemand (° 7 février 1879).
- 25 décembre :
  - Roger Boutet de Monvel, mémorialiste français (° 4 décembre 1879).
  - Émile Picq, peintre, illustrateur et danseur français (° 12 février 1911).
- 28 décembre : Paul Ottenheimer, compositeur et chef d'orchestre allemand (° 1er mars 1873).